# Anomis benitensis
Anomis benitensis là một loài bướm đêm trong họ Erebidae.